# 詹姆斯·伍德·布什
詹姆斯·伍德·布什（英語：James Wood Bush，约1844年—1906年4月24日）是美国联邦海军水兵，拥有英国和夏威夷原住民血统。夏威夷王国在19世纪尚属独立国家，据确切记载，有上百名夏威夷原住民或在该国出生的公民投身南北战争，这些人统称“南北战争夏威夷之子”，布什便是其一。
1864年加入联邦海军后，布什先后在万达利亚号和博勒加德号战船服役，负责封锁邦联港口。1865年因伤病退役后，他受贫穷所限在美国本土各地辗转十余年，1877年才返回故土。布什在考艾岛定居，成为当地税吏和公路督查。步入晚年后，他转信摩门教，是教会积极分子。夏威夷成为美国属地后，布什的服役经历获得政府承认，从1905年开始领取补助金，1906年4月24日在考艾岛的家中去世。
内战结束后，包括布什在内众多夏威夷军人的贡献很大程度上已被遗忘，无论是夏威夷历史还是南北战争的集体回忆都没有他们的身影。但在他曾侄孙女埃德娜·布什·埃利斯等军人后代组成的民间团体和少数历史学家共同努力下，夏威夷王国和美国这段特殊历史时期的人物和故事引起学界兴趣。2010年，檀香山太平洋国家纪念公墓的纪念通道旁为南北战争夏威夷之子立起青铜牌匾。

## 早年经历
詹姆斯·伍德·布什生于欧胡岛檀香山，具体出生日期尚无定论，有来源认为是1844年10月、1845年，1847或1848年。他的父亲乔治·亨利·布什（George Henry Bush，1807至1853年）生于英格兰萨福克郡，1825年定居夏威夷；母亲是夏威夷王国原住民，所以詹姆斯是夏威夷原住民和高加索人混血，夏威夷语称为“哈帕”，意为混血，美国称为，意为“半种姓”，即混血。他的哥哥叫约翰·爱德华·布什（John E. Bush），之后成为报纸出版商和政治家，曾任考艾岛皇家总督和卡拉卡瓦国王的内阁大臣。詹姆斯1864年前的经历大多已不可考，他和哥哥的职业经历都是从太平洋捕鲸船或商船上的水手开始。18至19世纪，夏威夷王国出身的水手颇受推崇。

## 南北战争
南北战争爆发后，夏威夷国王卡美哈梅哈四世于1861年8月26日宣布中立。但是，许多夏威夷原住民和夏威夷出生的美国公民（以美国传教士后裔为主）自行前往美国本土或就在夏威夷群岛加入分属不同州的联邦或邦联军队。从1812年战争开始，历史上多次美国战事都有夏威夷原住民的身影，内战也不例外且人数更多。夏威夷王国的传教士大部分来自新英格兰，该国不少人靠新英格兰捕鲸业安身立命，还有很多人反对奴隶制，所以大部分国民支持联邦。

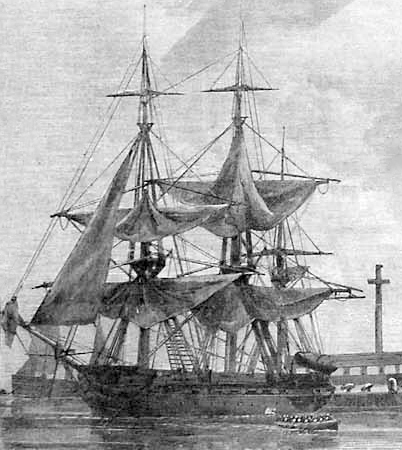
布什曾是万达利亚号小型风帆战船水兵

布什在战争刚爆发时抵达新英格兰，于1864年9月27日在新罕布什尔州朴茨茅斯登记入伍，成为联邦海军“普通海员”，役期三年。他曾在万达利亚号（Vandalia）小型风帆战船和联邦海军从邦联俘获的博勒加德号（Beauregard）双桅纵帆船服役，隶属大西洋封锁中队，负责在西佛罗里达近海封锁邦联港口。布什服役期间患上慢性喉炎和脊柱损伤，进入布鲁克林海军医院治疗期间于1865年9月退伍。内战结束后，一贫如洗的布什根本没钱返回夏威夷，此后十年先后在新贝德福德、旧金山和大溪地过活，最后于1877年回国。1905年，夏威夷成为美国属地，布什因参战经历获得退伍军人补贴，并追溯到1897年5月8日开始计算。

## 晚年
布什返回夏威夷后定居考艾岛，于1880年成为当地税吏。1882年，哈纳利区公路督查员克里斯蒂安·贝特曼（Christian Bertlemann）辞职，正担任夏威夷内政部长的约翰·爱德华·布什任命弟弟继任。1887年，詹姆斯加入摩门教，并在两年后成为教派长老，在夏威夷群岛传教，是基阿利亚耶稣基督后期圣徒教会主教，1895年摩门教历史学家安德鲁·詹森（Andrew Jenson）访问考艾岛期间就是由布什接待。1894年左右，布什与拉海纳某青年女子成婚，婚后两人迁居科纳（Kona）。

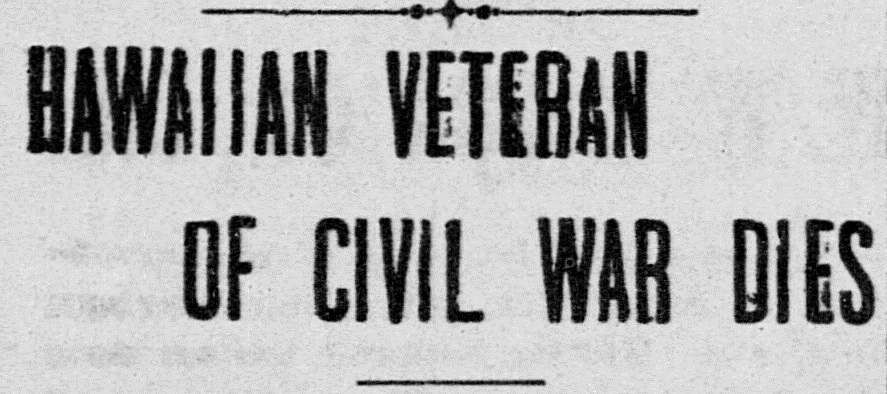
《太平洋商业广告商报》刊登布什的讣告《夏威夷南北战争老兵去世》

1906年4月24日，布什因心脏衰竭在基阿利亚与世长辞，此前还在当地监狱看门，身后留下爱妻和独子。不久，《德瑟雷特新闻》（Deseret News）刊登洛伦佐·泰勒（Lorenzo Taylor）的文章，称布什“积极传教，努力行善，尊重长者，热心助人。所有认识的人都深爱并尊重他，他的一生就是忠心不懈奉献福音的崇高典范。”据信布什葬在考艾岛，但具体地点已不可考。主教博物馆助理文化研究员安妮塔·曼宁（Anita Manning）表示：“连家人都不知他葬于何处。”

## 影响
南北战争结束后，包括布什在内众多夏威夷军人的贡献很大程度上已被遗忘，无论是夏威夷历史还是南北战争集体回忆都没有他们的身影。夏威夷居民、历史学家，以及夏威夷战斗人员的后代一直呼吁世人重视这段历史，牢记先辈的牺牲和贡献。近年来，夏威夷王国和美国这段特殊历史时期的人物和故事引起学界兴趣，南北战争中的夏威夷军人也因此获得重视。
布什的曾侄孙女德娜·布什·埃利斯（Edna Bush Ellis）积极发挥影响，提倡铭记“我们的夏威夷儿郎”，要求为此设立纪念馆。2010年8月26日，值夏威夷王国宣布中立150周年纪念之际，檀香山太平洋国家纪念公墓（National Memorial Cemetery of the Pacific）的纪念通道旁立起青铜牌匾，纪念文献有载的上百名投身南北战争各方阵营的“南北战争夏威夷之子”（Hawaiʻi Sons of the Civil War）。截至2014年，研究人员已根据历史文献确定119名夏威夷原住民或在该国出生的内战军人身份，但由于许多人入伍时采用英语化名登记，又没有详细记载存世，确切人数及其他大部分信息都已无从考证。
2015年是南北战争结束150周年，美国国家公园管理局出版《南北战争中的亚裔和太平洋岛原住民》（Asians and Pacific Islanders and the Civil War）。书中涉及大量曾参与内战的亚裔和太平洋岛原住民战斗人员，其中包括布什在内夏威夷王国参战人员的部分由历史学家林露德（Ruthanne Lum McCunn）、安妮塔·曼宁和贾斯汀·万斯（Justin Vance）共同完成。

### 脚注
1. 1 2  Taylor 1906a，第359頁; Taylor 1906b，第827頁
2. 1 2 3  Vance & Manning 2015b，第158頁.
3. 1 2  Vance & Manning 2012
4. 1 2 3  The Pacific Commercial Advertiser 1906
5. ↑  . Honolulu, Hawaii: Oahu Cemetery.
6. ↑  The Polynesian 1863
7. ↑  Jenson 1895，第524–525頁.
8. ↑  Hawaii state office record
9. ↑  Manning 2013，第87頁.
10. ↑  Kuykendall 1953，第57–66頁.
11. 1 2  Grzyb 2016，第127–128頁.
12. ↑  Damon 1941
13. ↑  Schmitt 1998，第171–172頁.
14. ↑  Manning & Vance 2014，第145–170頁.
15. ↑  Vance & Manning 2015a，第132–135頁.
16. ↑  Foenander & Milligan 2015
17. ↑  Shively 2015，第158, 170頁.
18. ↑  The Pacific Commercial Advertiser 1905
19. ↑  The Hawaiian Star 1905
20. ↑  The Pacific Commercial Advertiser 1880
21. ↑  The Pacific Commercial Advertiser 1882
22. ↑  Jenson 1895，第524–525頁; Taylor 1906a，第359頁; Taylor 1906b，第827頁
23. ↑  The Pacific Commercial Advertiser 1900
24. ↑  The Pacific Commercial Advertiser 1894
25. ↑  Cole 2014
26. 1 2 3  Vance & Manning 2015c，第161–163頁.
27. ↑  Burlingame 2008; Lewis 2014
28. ↑  Cole 2010
29. ↑  Davis 2014.
30. ↑  Hawaiʻi Pacific University 2015.
31. ↑  Shively 2015，第130–163頁.

### 书目和期刊
- Grzyb, Frank L. . Jefferson, NC: McFarland & Company, Inc. 2016  [2020-05-28]. ISBN 978-1-4766-2488-4. OCLC 946085079. （原始内容存档于2021-01-05）.
- Kuykendall, Ralph Simpson.  2. Honolulu: University of Hawaii Press. 1953  [2020-05-28]. ISBN 978-0-87022-432-4. OCLC 226356000. （原始内容存档于2014-12-13）.
- Manning, Anita; Vance, Justin W. . Hawaiian Journal of History (Honolulu: Hawaiian Historical Society). 2014, 47: 145–170. OCLC 60626541. hdl:10524/47259.
- Manning, Anita. . The Hawaiian Journal of History. 2013, 47: 87–102. OCLC 60626541. hdl:10524/36267.
- Schmitt, Robert C. . Hawaiian Journal of History (Honolulu: Hawaiian Historical Society). 1998, 32: 171–174. OCLC 60626541. hdl:10524/521.
- Vance, Justin; Manning, Anita. . Shively, Carol A.  (编). . Washington, DC: National Park Service. 2015: 132–135. ISBN 978-1-59091-167-9. OCLC 904731668.
- Vance, Justin; Manning, Anita. . Shively, Carol A.  (编). . Washington, DC: National Park Service. 2015: 158. ISBN 978-1-59091-167-9. OCLC 904731668.
- Vance, Justin; Manning, Anita. . Shively, Carol A.  (编). . Washington, DC: National Park Service. 2015: 161–163. ISBN 978-1-59091-167-9. OCLC 904731668.
- Vance, Justin W.; Manning, Anita. . World History Connected (Champaign, IL: University of Illinois). 2012-10, 9 (3)  [2020-05-31]. （原始内容存档于2021-01-01）.
- Shively, Carol A. (编). . . Washington, DC: National Park Service. 2015: 130–163. ISBN 978-1-59091-167-9. OCLC 904731668.

### 报纸和线上来源
- Burlingame, Burl. . Honolulu Star-Bulletin (Honolulu). 2008-08-26  [2020-05-28]. （原始内容存档于2011-08-26）.
- . Hawaii State Archives digital collections. state of Hawaii.   [2015-08-05]. （原始内容存档于2012-04-03）.
- Cole, William. . Honolulu Star-Advertiser (Honolulu). 2014-02-23  [2020-05-31]. （原始内容存档于2020-09-23）.
- Cole, William. . Honolulu Star-Advertiser (Honolulu). 2010-05-31  [2020-05-28]. （原始内容存档于2016-02-17）.
- Damon, Ethel M. . The Friend CXI (4) (Honolulu). 1941-04-01: 67  [2016-06-04]. （原始内容存档于2016-06-04）.
- Davis, Chelsea. . Hawaii News Now. 2014-10-26  [2020-05-28]. （原始内容存档于2021-01-01）.
- Foenander, Terry; Milligan, Edward;  et al.  (PDF). National Park Service. 2015-03  [2020-05-28]. （原始内容存档 (PDF)于2020-08-05）.
- . The Hawaiian Star XIII (4132) (Honolulu). 1905-06-19: 2  [2020-05-31]. （原始内容存档于2021-01-05）.
- Hawaiʻi Pacific University. . HPU News. 2015-07-15  [2020-05-31]. （原始内容存档于2015-07-20）.
- . The Pacific Commercial Advertiser XLIII (7399) (Honolulu). 1906-04-26: 11  [2020-05-31]. （原始内容存档于2021-01-05）.
- Jenson, Andrew. . The Deseret Weekly (Salt Lake City). 1895: 524–525  [2020-05-31]. （原始内容存档于2021-01-05）.
- Lewis, Keisha. . Kalamalama. Honolulu. 2014-02-14  [2020-05-31]. （原始内容存档于2015-10-14）.
- . The Pacific Commercial Advertiser XX (3848) (Honolulu). 1894-11-21: 7  [2020-05-31]. （原始内容存档于2021-01-05）.
- . The Pacific Commercial Advertiser III (129) (Honolulu). 1905-06-18: 12  [2020-05-31]. （原始内容存档于2021-01-05）.
- . The Pacific Commercial Advertiser XXVII (14) (Honolulu). 1882-09-30: 2  [2020-05-31]. （原始内容存档于2021-01-05）.
- . The Polynesian XIX (47) (Honolulu). 1863-03-21: 3  [2020-05-31]. （原始内容存档于2021-01-05）.
- . The Pacific Commercial Advertiser XXV (10) (Honolulu). 1880-09-04: 3  [2020-05-31]. （原始内容存档于2021-01-05）.
- Taylor, Lorenzo. . Elder's Journal of the Southern States Mission 3 (Chattanooga, TN). 1906: 359  [2020-05-31]. （原始内容存档于2021-01-05）.
- Taylor, Lorenzo. Anderson, Edward H. , 编. . The Improvement Era 9 (Salt Lake City). 1906: 827  [2020-05-31]. （原始内容存档于2021-01-05）.
- . The Pacific Commercial Advertiser XXXII (5650) (Honolulu). 1900-09-14: 7  [2020-05-31]. （原始内容存档于2021-01-05）.

## 延伸阅读
- Kam, Ralph Thomas. . The Hawaiian Journal of History (Honolulu: Hawaiian Historical Society). 2009, 43: 125–151. OCLC 60626541. hdl:10524/12242.
- Moniz, Wayne. . Wailuku, HI: Pūnāwai Press. 2014. ISBN 978-0-9791507-4-6.
- Rogers, Charles T. (编). . The Hawaiian Monthly 1 (1) (Honolulu: Printed at the Hawaiian Gazette Office). 1884-01: 2–4  [2020-05-28]. OCLC 616847011. （原始内容存档于2021-01-05）.
- Foenander, Terry; Milligan, Edward;  et al.  (PDF). National Park Service. 2015-03  [2020-05-28]. （原始内容存档 (PDF)于2017-05-07）.
- 南北战争中的夏威夷之子：. Hawaiʻi Sons of The Civil War.   [2016-08-14]. （原始内容存档于2016-08-14）.